# Хехт, Йохен
Йо́хен Хехт (нем. Jochen Hecht; род. 21 июня 1977, Мангейм, Баден-Вюртемберг) — немецкий хоккеист и тренер. Играл на позиции центрального нападающего. Завершил игровую карьеру в 2016 году.
На драфте НХЛ 1995 года был выбран во 2 раунде под общим 49 номером командой «Сент-Луис Блюз». 1 июля 2001 года обменян в «Эдмонтон Ойлерз». 22 июня 2002 года обменян в «Баффало Сэйбрз».
В составе сборной Германии принимал участие в чемпионатах мира 1996, 1997, 1998, 2004, 2005, 2009, а также в Олимпийских играх 1998, 2002, 2010. В 2011 году сделал заявление, что прекращает выступления в сборной. В апреле 2013 года заявил, что прекращает выступления в качестве профессионального игрока.

## Статистика
| Легенда | Легенда                    | Легенда | Легенда                   | Легенда | Легенда    |
| ------- | -------------------------- | ------- | ------------------------- | ------- | ---------- |
| И       | Количество проведённых игр | Штр     | Штрафное время            | +/−     | Плюс-минус |
| Г       | Голы                       | П       | Голевые передачи          | О       | Очки       |
| -       | Статистика неизвестна      | —       | Статистика не учитывалась |         |            |

## Достижения

### Командные
| Год              | Команда           | Достижение                                     | Достижение |
| ---------------- | ----------------- | ---------------------------------------------- | ---------- |
| 1995             | Германия (юниор.) | Серебряный призёр юниорского чемпионата Европы |            |
| 1997, 1998, 2015 | Адлер Мангейм     | Чемпион Германии / DEL (3)                     |            |

### Личные
| Год  | Команда           | Достижение                                                  | Достижение |
| ---- | ----------------- | ----------------------------------------------------------- | ---------- |
| 1995 | Германия (юниор.) | Попадание в Сборную всех звёзд юниорского чемпионата Европы |            |
| 2015 | Адлер Мангейм     | MVP плей-офф DEL                                            |            |